# Chionaema vnigrum
Chionaema vnigrum är en fjärilsart som beskrevs av Cerny 1993. Chionaema vnigrum ingår i släktet Chionaema och familjen björnspinnare. Inga underarter finns listade i Catalogue of Life.